# Horváth Teri
Horváth Teri (Rábatamási, 1929. augusztus 18. – Budapest, 2009. március 6.) Kossuth-díjas és kétszeres Jászai Mari-díjas magyar színművésznő, érdemes művész.

## Életpályája
Gyermekkorát Rábatamásiban töltötte, majd 17 éves korában családjával Balfra költöztek.
Miután elvégezte a Színház- és Filmművészeti Főiskolát, 1952-ben az Ifjúsági Színházhoz került, 1953-tól a Madách, 1961-től 1990-ig a Jókai Színház, valamint a Thália Színháznál játszott. 1952-1954 között a Színház- és Filmművészeti Főiskolán tanított. Őszinte, hiteles alakításaiból mély emberség sugárzott, színpadon és filmen egyaránt jól érvényesült egyszerű, eszköztelen játéka - írja a Magyar Színházművészeti Lexikon.
1981-ben lépett utoljára színpadra, akkor a Thália Színházban Najmán Anát alakította Ajtmatov Az évszázadnál hosszabb ez a nap című darabjában. "Régen volt, amikor színésznő voltam. Ha a színházra gondolok, összeszorul a szívem, szinte fizikai fájdalmat érzek" - vallott a teátrumhoz fűződő érzelmeiről az akkor 71 esztendős színművésznő. A színművésznő munkája elismeréseként 1973-ban Kossuth-díjban, 1956-ban és 1964-ben Jászai Mari-díjban, 1969-ben érdemes művész díjban részesült. A közönség láthatta őt a többi között Nyilas Misi édesanyjának szerepében (Móricz Zsigmond: Légy jó mindhalálig), Pék Mária alakjában (Fejes Endre: Rozsdatemető) és Rozikaként is (Sarkadi Imre: Út a tanyákról).
Egyik legismertebb alakítását az 1979-es Indul a bakterház c. filmben nyújtotta, a bakter kiállhatatlan anyósának szerepében.
Élete történetét a Sárigyöp című 1978-ban megjelent önéletrajzi kötetben foglalta össze. A színésznő férje, Konfár Gyula Munkácsy-díjas festőművész 2008 szeptemberében hunyt el.

## Halála
Életének 80. évében, 2009. március 6-án hunyt el a színésznő. 2009. március 21-én 14 órakor helyezték örök nyugalomra Sopron-Balf köztemetőjében, búcsúztatása március 20-án 14.15 órakor volt Budapesten, a Farkasréti temetőben.

## Főbb színházi szerepei
- Rozika (Sarkadi Imre: Út a tanyákról)
- Laurencia (Lope de Vega: A hős falu)
- Nyilas Misi édesanyja (Móricz Zsigmond: Légy jó mindhalálig)
- Pék Mária (Fejes Endre: Rozsdatemető)
- Lizi (Móricz Zsigmond: Sári bíró)
- Róbert Gida (Alan Alexander Milne: Micimackó)
- Mama (Móricz Zsigmond: Csibe)
- Najmán Ana (Ajtmatov: Az évszázadnál hosszabb ez a nap)
- Bernarda Alba (Federico García Lorca: Bernarda Alba háza) (Szigligeti Színház, Szolnok)
- Szonya (Fjodor Mihajlovics Dosztojevszkij: Bűn és bűnhödés)
- Mama (Zsolt Béla: Erzsébetváros)
- Jean d'Arc (Paul Claude: Johanna a máglyán) (Szegedi Szabadtéri Játékok)
- Terus (Illyés Gyula: Bál a pusztán)
- Júlia dajkája (William Shakespeare: Romeo és Júlia) (Nemzeti Színház)
- Bolygóné (Bródy Sándor: A dada)
- Rendőrnő, a Postás felesége (Eörsi István Sírkő és kakaó)
- Bátki Tercsi, árva, Feledi Gáspár gyámsága alatt (Nóti Károly: A falu rossza)
- Mendel Krik felesége (Iszaak Emmanuilovics Babel: Alkony)
- Lemminkejnen anyja (Kalevala)
- Tyltyl (Maurice Maeterlinck: Kék madár)
- Lucinda (Vészi Endre: Don Quijote utolsó kalandja)

## Filmjei

### Játékfilmek
- Talpalatnyi föld (1948)
- Egy asszony elindul (1948)
- Lúdas Matyi (1949)
- Állami Áruház (1953)
- Föltámadott a tenger I-II. (1953)
- A város alatt (1953)
- Hintónjáró szerelem (1954)
- Az eltüszentett birodalom (1956)
- Szakadék (1956)
- A tettes ismeretlen (1957)
- Csempészek (1958)
- Légy jó mindhalálig (1960)
- Zápor (1960)
- Megöltek egy lányt (1961)
- Isten őszi csillaga (1963)
- Húsz óra (1965)
- Zöldár (1965)
- Aranysárkány (1966)
- Barbárok (1966)
- Hideg napok (1966)
- Ünnepnapok (1966)
- Szevasz, Vera! (1967)
- Egri csillagok I-II. (1968)
- Eltávozott nap (1968)
- Hazai pálya (1968)
- Feldobott kő (1969)
- Virágvasárnap (1969)
- N.N., a halál angyala (1970)
- Szemtől szembe (1970)
- Végre, hétfő! (1971)

### Tévéfilmek
- Nyitva a kiskapu (1958)
- Hagymácska (1962)
- Karácsonyi ének (1964)
- Kincskereső kisködmön (1968)
- Egy éj az Arany Bogárban (1971)
- Rózsa Sándor 1–12. (1972-tévésorozat)
- A lámpás (1973)
- Pocok, az ördögmotoros 1–4. (1974-tévésorozat)
- Kalevala (1974)
- Sztrogoff Mihály (1975-tévésorozat)
- Köznapi legenda (1976)
- Hungária Kávéház 1–6. (1976-tévésorozat)
- Indul a bakterház (1979)
- Csak a testvérem (1986)
- Égető Eszter (1989)
- Frici, a vállalkozó szellem (1993-tévésorozat)[5]
- Rizikó (1993-tévésorozat)[6]

## Cd-k, hangoskönyvek, rádió
- Marosi Rudolf - Benedek Elek: A prücsök krajcárja
- Baktai Ferenc: Az üdvösség forrása (1952)
- Erdős László, dr.: A sárkúti zendülés (1957)
- Andersen, Hans Christian: Hókirálynő (1960)
- Kodolányi János: Vidéki történet (1961)
- Művészpályám - Bikádi György visszaemlékezése (1965)
- Sós György: Köznapi legenda (1965)
- Sós György: A cipők éneke (1966)
- Szergej Zaligin: Az Irtis mentén (1966)
- Sőtér István: Eötvös József élete és művészete (1971)
- Móricz Zsigmond: Árvácska (1973)
- Bez, Helmut: Visszaút (1974)
- Csetényi Anikó: Sok beszédnek sok az alja (1974)
- Vészi Endre: Földszint és emelet (1974)
- Szaltikov-Scserdin: Juduska (1975)
- Raszkolnyikov - Jelenetek Dosztojevszkij Bűn és bűnhődés című regényéből (1976)

## Könyvei
- Sári-gyöp, Önéletrajzi írások Szépirodalmi, 1978
- Fényben és árnyékban, 1992

## Díjak, elismerések
- Jászai Mari-díj (1956, 1964)
- SZOT-díj (1968)
- Érdemes művész (1969)
- Kossuth-díj (1973)
- A Magyar Köztársasági Érdemrend kiskeresztje (1994)
- 30. Magyar Filmszemle Életműdíja (1998)
- Hazám-díj (2002)